# دیمیتری پایت
دیمیتری پایت (فرانسوی: Dimitri Payet‎) بازیکن فوتبال اهل فرانسه است که برای باشگاه واسکو دوگاما بازی می‌کند.
این بازیکن سابقه بازی برای تیمهای لیل، وستهام، نانت، سنت اتین و المپیک مارسی را در کارنامه خود دارد.

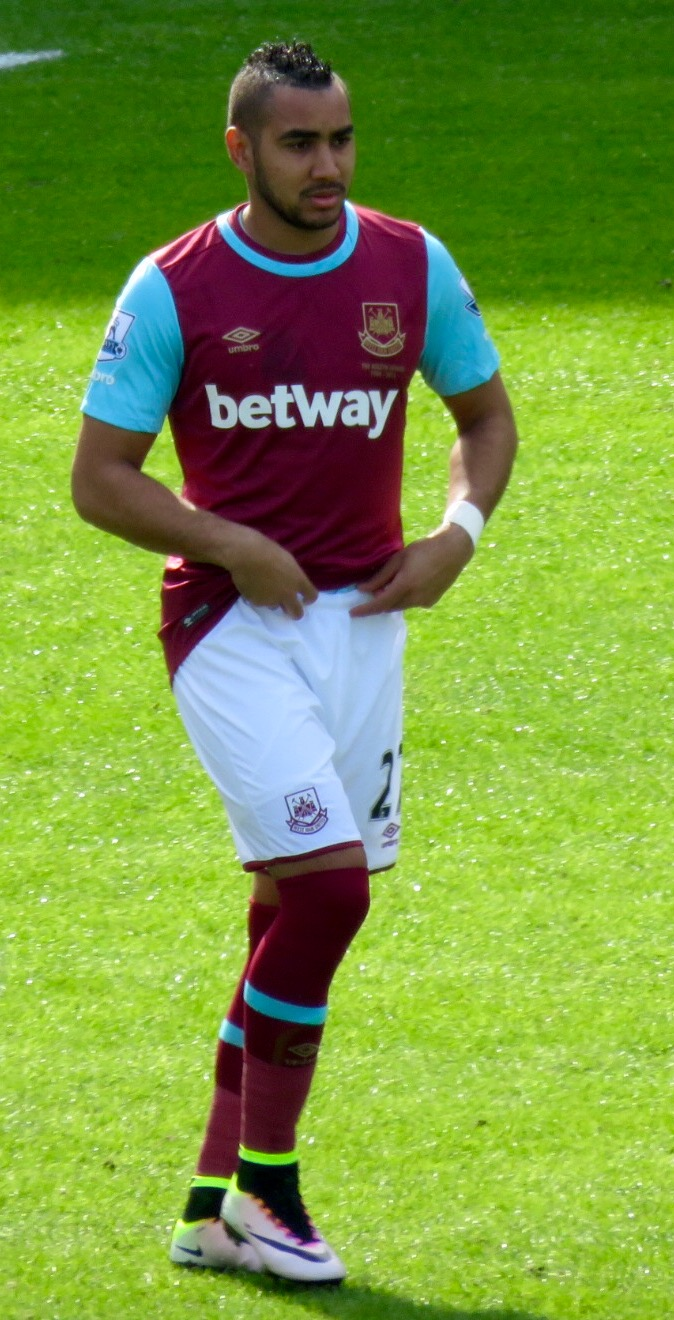
پایت با لباس وستهام یونایتد در سال ۲۰۱۶

## تیم ملی

### آمار گل‌های ملی
بر اساس آمار تا ۱۰ ژوئیه ۲۰۱۶
| تیم ملی        | فصل  | بازی | گل‌ها |
| -------------- | ---- | ---- | ---- |
| تیم ملی فرانسه | ۲۰۱۰ | ۳    | ۰    |
| تیم ملی فرانسه | ۲۰۱۱ | —    | —    |
| تیم ملی فرانسه | ۲۰۱۲ | —    | —    |
| تیم ملی فرانسه | ۲۰۱۳ | ۴    | ۰    |
| تیم ملی فرانسه | ۲۰۱۴ | ۴    | ۰    |
| تیم ملی فرانسه | ۲۰۱۵ | ۴    | ۱    |
| تیم ملی فرانسه | ۲۰۱۶ | ۱۷   | ۷    |
| کل             | کل   | ۲۶   | ۶    |

| ردیف | تاریخ          | ورزشگاه                                     | حریف      | گل‌ها | نتیجه | نوع رقابت              |
| ---- | -------------- | ------------------------------------------- | --------- | ---- | ----- | ---------------------- |
| 1    | ۷ ژوئن ۲۰۱۵    | ورزشگاه استاد دو فرانس، Saint-Denis, فرانسه | بلژیک     | ۳–۴  | ۳–۴   | بازی دوستانه           |
| 2    | ۲۹ مارس ۲۰۱۶   | ورزشگاه استاد دو فرانس، Saint-Denis, فرانسه | روسیه     | ۳–۱  | ۴–۲   | بازی دوستانه           |
| 3    | ۳۰ مه ۲۰۱۶     | ورزشگاه استاد دو لا بوژوا، نانت، فرانسه     | کامرون    | ۳–۲  | ۳–۲   | بازی دوستانه           |
| 4    | ۱۰ ژوئن ۲۰۱۶   | ورزشگاه استاد دو فرانس، Saint-Denis, فرانسه | رومانی    | 2–1  | 2–1   | جام ملت‌های اروپا ۲۰۱۶  |
| 5    | ۱۵ ژوئن ۲۰۱۶   | ورزشگاه ولودروم، مارسی، فرانسه              | آلبانی    | 2–0  | 2–0   | جام ملت‌های اروپا ۲۰۱۶  |
| 6    | ۳ ژوئیه ۲۰۱۶   | ورزشگاه استاد دو فرانس، Saint-Denis, فرانسه | ایسلند    | 3–0  | 5–2   | جام ملت‌های اروپا ۲۰۱۶  |
| 7    | ۷ اکتبر ۲۰۱۶   | ورزشگاه استاد دو فرانس، Saint-Denis, فرانسه | بلغارستان | 2–1  | 4–1   | مقدماتی جام جهانی ۲۰۱۸ |
| 8    | ۱۱ نوامبر ۲۰۱۶ | ورزشگاه استاد دو فرانس، Saint-Denis, فرانسه | سوئد      | 2–1  | 2–1   | مقدماتی جام جهانی ۲۰۱۸ |

### جام ملت‌های اروپا ۲۰۱۶
وی به همراه تیم فرانسه به عنوان نایب قهرمانی دست یافت. همچنین به عنوان بهترین بازیکن مسابقات نیز شناخته شد.

#### حمله به صفحه اینستاگرام
بعد مصدوم کردن کریستینو رونالدو در بازی فینال یورو ۲۰۱۶، هزاران ایرانی به صفحه وی حمله کردند که این حمله در رسانه‌های جهان بازتاب گسترده پیدا کرد و AS، رسانه معروف اسپانیایی، خبر حمله و دشنام به وی را پوشش داد.

## تیم باشگاهی
بر اساس آمار تا می ماه ۲۰۱۶
| باشگاه          | فصل     | لیگ  | لیگ | جام  | جام | یوفا | یوفا | کل   | کل |
| باشگاه          | فصل     | بازی | گل  | بازی | گل  | بازی | گل   | بازی | گل |
| --------------- | ------- | ---- | --- | ---- | --- | ---- | ---- | ---- | -- |
| AS Excelsior    | ۲۰۰۴    | ۳۶   | ۱۲  | ۰    | ۰   | ۰    | ۰    | ۳۶   | ۱۲ |
| کل              | کل      | ۳۶   | ۱۲  | ۰    | ۰   | ۰    | ۰    | ۳۶   | ۱۲ |
| Nantes          | ۲۰۰۵–۰۶ | ۳    | ۱   | ۰    | ۰   | ۰    | ۰    | ۳    | ۱  |
| Nantes          | ۲۰۰۶–۰۷ | ۳۰   | ۴   | ۱    | ۰   | ۰    | ۰    | ۳۱   | ۴  |
| کل              | کل      | ۳۳   | ۵   | ۱    | ۰   | ۰    | ۰    | ۳۴   | ۵  |
| Saint-Étienne   | ۲۰۰۷–۰۸ | ۳۱   | ۰   | ۰    | ۰   | ۰    | ۰    | ۳۱   | ۰  |
| Saint-Étienne   | ۲۰۰۸–۰۹ | ۳۰   | ۴   | ۲    | ۰   | ۱۰   | ۳    | ۴۲   | ۷  |
| Saint-Étienne   | ۲۰۰۹–۱۰ | ۳۵   | ۲   | ۶    | ۳   | ۰    | ۰    | ۴۱   | ۵  |
| Saint-Étienne   | ۲۰۱۰–۱۱ | ۳۳   | ۱۳  | ۱    | ۰   | ۰    | ۰    | ۳۴   | ۱۳ |
| کل              | کل      | ۱۲۹  | ۱۹  | ۹    | ۳   | ۱۰   | ۳    | ۱۴۸  | ۲۵ |
| Lille           | ۲۰۱۱–۱۲ | ۳۳   | ۶   | ۵    | ۰   | ۴    | ۰    | ۴۲   | ۶  |
| Lille           | ۲۰۱۲–۱۳ | ۳۸   | ۱۲  | ۶    | ۱   | ۸    | ۰    | ۵۲   | ۱۳ |
| کل              | کل      | ۷۱   | ۱۸  | ۱۱   | ۱   | ۱۲   | ۰    | ۹۴   | ۱۹ |
| Marseille       | ۲۰۱۳–۱۴ | ۳۶   | ۸   | ۴    | ۰   | ۵    | ۰    | ۴۵   | ۸  |
| Marseille       | ۲۰۱۴–۱۵ | 36   | 7   | 2    | 0   | —    | —    | ۳۸   | ۷  |
| کل              | کل      | ۷۲   | ۱۵  | ۶    | ۰   | ۵    | ۰    | ۸۳   | ۱۵ |
| West Ham United | ۲۰۱۵–۱۶ | ۳۰   | ۹   | ۷    | ۳   | ۱    | ۰    | ۳۸   | ۱۲ |
| کل              | کل      | ۳۰   | ۹   | ۷    | ۳   | ۱    | ۰    | ۳۸   | ۱۲ |
| کل              | کل      | ۳۷۰  | ۷۸  | ۳۴   | ۷   | ۲۸   | ۳    | ۴۳۲  | ۸۸ |

در فینال جام ملت های اروپا ۲۰۱۶ بود که دمیتری پایت  در اواسط نیمه اول بازی پرتقال وفرانسه به شکل غیر عمد کریستیانو رونالدو را از ناحیه ی همیستیرینگ دچار مصدومیت کردکه پس از آن گریه های رونالدو در زمین وناراحتی او از مصدوم شدن باعث موجی از انتقادات در صفحه شخصی پایت در اینستاگرام شود وجالب اینکه اکثر این انتقادات تند ازسوی ایرانی ها به او بود.